# Pukkiselkä
Pukkiselkä este o arie protejată (arie de protecție specială avifaunistică — SPA) din Finlanda întinsă pe o suprafață de 125 ha, integral pe uscat.

## Localizare
Centrul sitului Pukkiselkä este situat la coordonatele 62°00′15″N 26°54′24″E / 62.0042°N 26.9067°E.

## Înființare
Situl Pukkiselkä a fost declarat arie de protecție specială avifaunistică în august 1998 pentru a proteja 21 de specii de animale.

## Biodiversitate
Situată în ecoregiunea boreală, aria protejată nu include niciun habitat protejat.
La baza desemnării sitului se află mai multe specii protejate de  păsări (21): rață sulițar (Anas acuta), gâscă de semănătură (Anser fabalis), rață-cu-cap-castaniu (Aythya ferina), rața moțată (Aythya fuligula), bătăuș (Calidris pugnax), erete de stuf (Circus aeruginosus), lebădă de iarnă (Cygnus cygnus), șoimul rândunelelor (Falco subbuteo), cufundar polar (Gavia arctica), cocor (Grus grus), Hydrocoloeus minutus, pescăruș râzător (Larus ridibundus), Lyrurus tetrix tetrix, Mergellus albellus, vultur pescar (Pandion haliaetus), corcodel-urechiat (Podiceps auritus), cresteț pestriț (Porzana porzana), Spatula clypeata, rață cârâitoare (Spatula querquedula), fluierar negru (Tringa erythropus), fluierar de mlaștină (Tringa glareola).